# 马尼库尔 (奥布省)
马尼库尔（法語：Magnicourt，法語發音：[maɲikuʁ]）是法国奥布省的一个市镇，属于奥布河畔巴尔区。

## 地理
马尼库尔（48°27'3"N, 4°22'49"E）面积7.89 平方千米，位于法国大東部大區奥布省，该省份为法国中北部省份，北起马恩省，西接塞纳-马恩省，西南至约讷省，东南至科多尔省，东临上马恩省。
与马尼库尔接壤的市镇（或旧市镇、城区）包括：欧奈、布里耶库尔、瓦尔河畔沙莱特、奥布河畔莫兰、普日、韦里库尔。

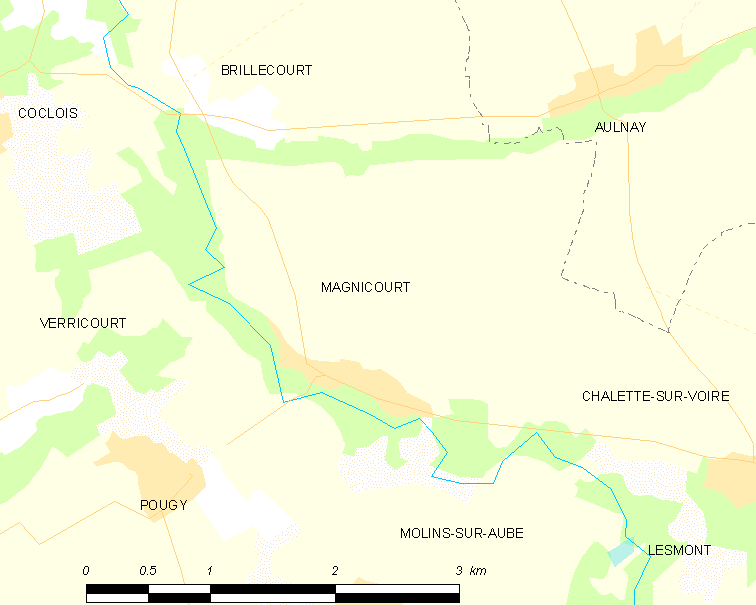
的OSM定位图

马尼库尔的时区为UTC+01:00、UTC+02:00（夏令时）。

## 行政
马尼库尔的邮政编码为10240，INSEE市镇编码为10214。

## 政治
马尼库尔所属的省级选区为布列讷堡县。

## 人口

1962-2008年间人口变化图示

马尼库尔于2022年1月1日时的人口数量为85人。